# Віла-Балейра
Ві́ла-Бале́йра (порт. Vila Baleira) — місто на південному узбережжі острова Порту-Санту, що входить до складу автономного регіону Мадейри, Португалія. Адміністративний центр муніципалітету Порту-Санту з населенням 4474 чоловік. Статус міста з 6 серпня 1996 року.
За колишнім адміністративним поділом (до набуття Мадейрою статуту автономії у 1976 році) Віла-Балейра як і муніципалітет Порту-Санту входили до складу Фуншальського адміністративного округу.

## Населення
| Населення муніципалітету Порту-Санту (1849 – 2004) | Населення муніципалітету Порту-Санту (1849 – 2004) | Населення муніципалітету Порту-Санту (1849 – 2004) | Населення муніципалітету Порту-Санту (1849 – 2004) | Населення муніципалітету Порту-Санту (1849 – 2004) | Населення муніципалітету Порту-Санту (1849 – 2004) | Населення муніципалітету Порту-Санту (1849 – 2004) | Населення муніципалітету Порту-Санту (1849 – 2004) |
| -------------------------------------------------- | -------------------------------------------------- | -------------------------------------------------- | -------------------------------------------------- | -------------------------------------------------- | -------------------------------------------------- | -------------------------------------------------- | -------------------------------------------------- |
| 1849                                               | 1900                                               | 1930                                               | 1960                                               | 1981                                               | 1991                                               | 2001                                               | 2004                                               |
| 1810                                               | 2390                                               | 2494                                               | 3505                                               | 4376                                               | 4706                                               | 4474                                               | 4388                                               |

## Структура
Муніципалітет Порту-Санту складається лише з однієї муніципальної громади (порт. freguesia):
- Порту-Санту (порт. Porto Santo)

## Туризм
У місті знаходиться будинок-музей Христофора Колумба, що складається з двох будівель, у виставкових залах якого знаходиться портрет мореплавця, а також декілька оригінальних мап з позначками нанесеними рукою Колумба. Крім того, у музеї можна побачити наглядні матеріали що стосуються усіх його подорожей до Америки.

## Галерея зображень

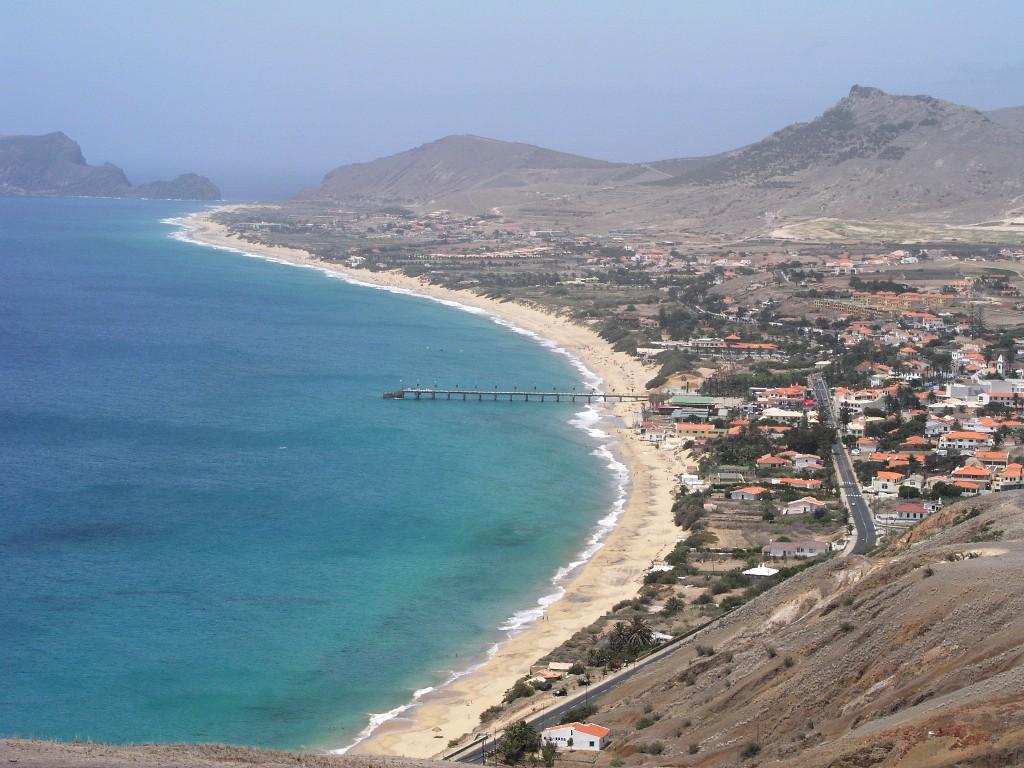
Панорама міста з піщаним пляжем
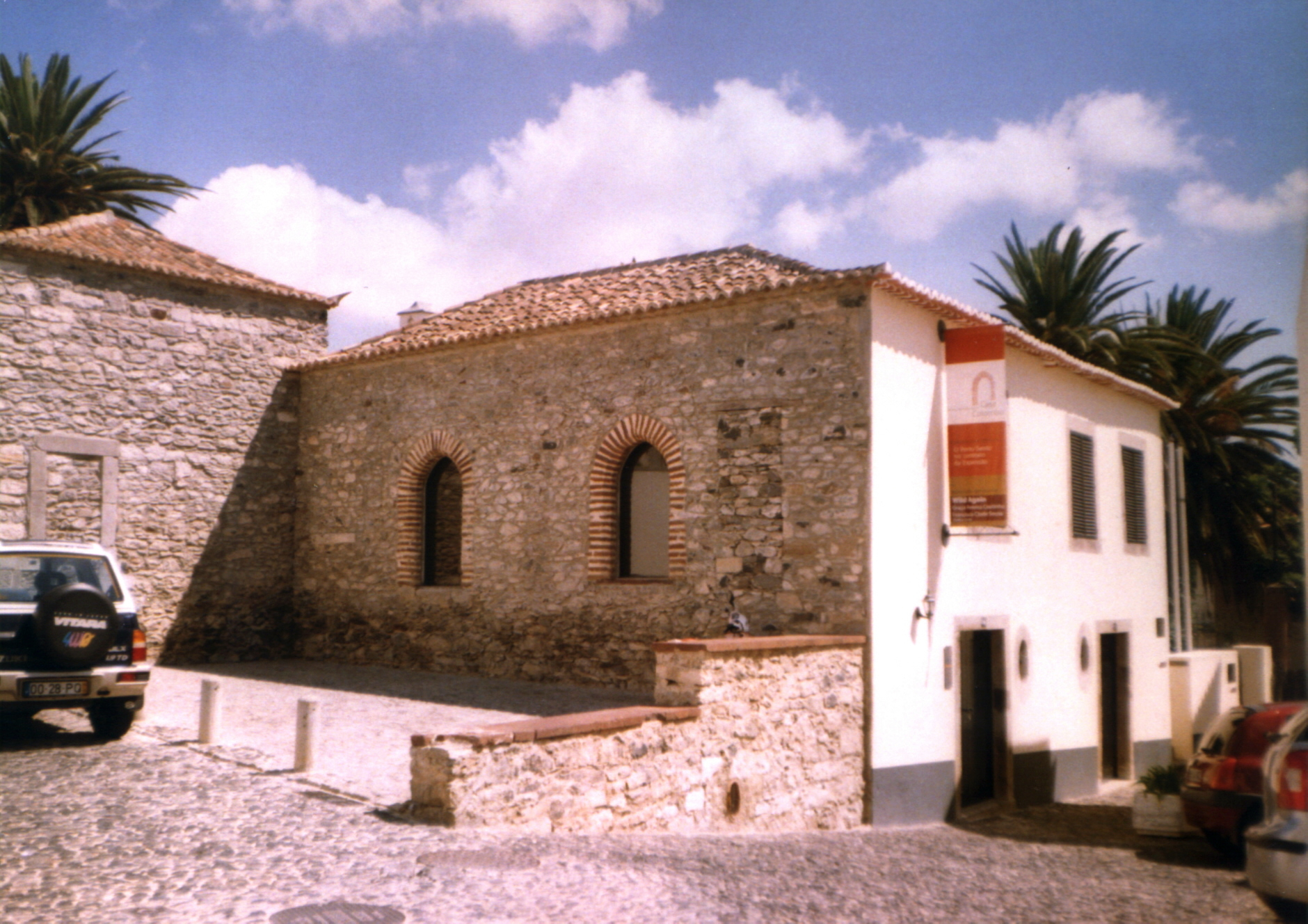
Будинок-музей Колумба
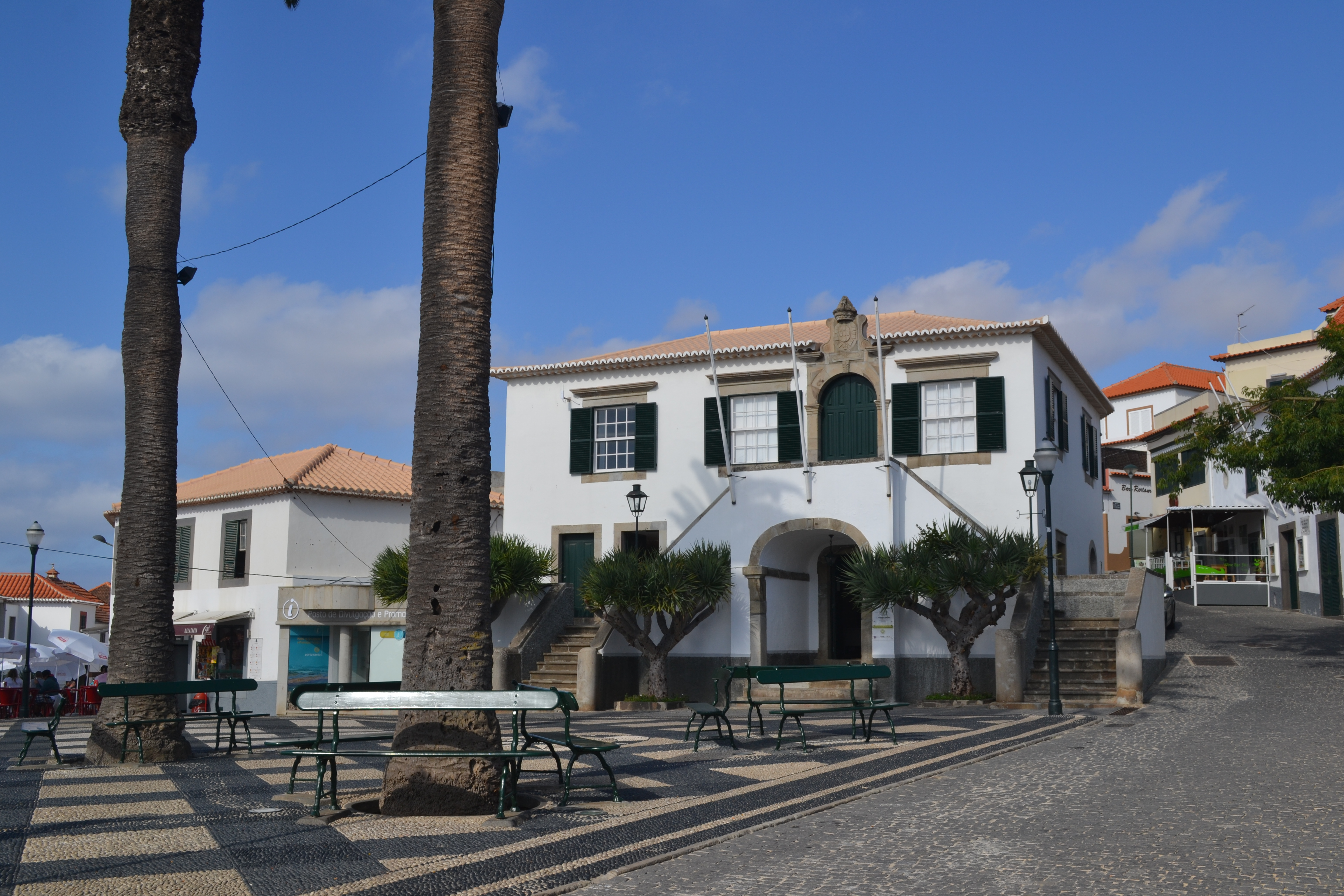
Центр міста
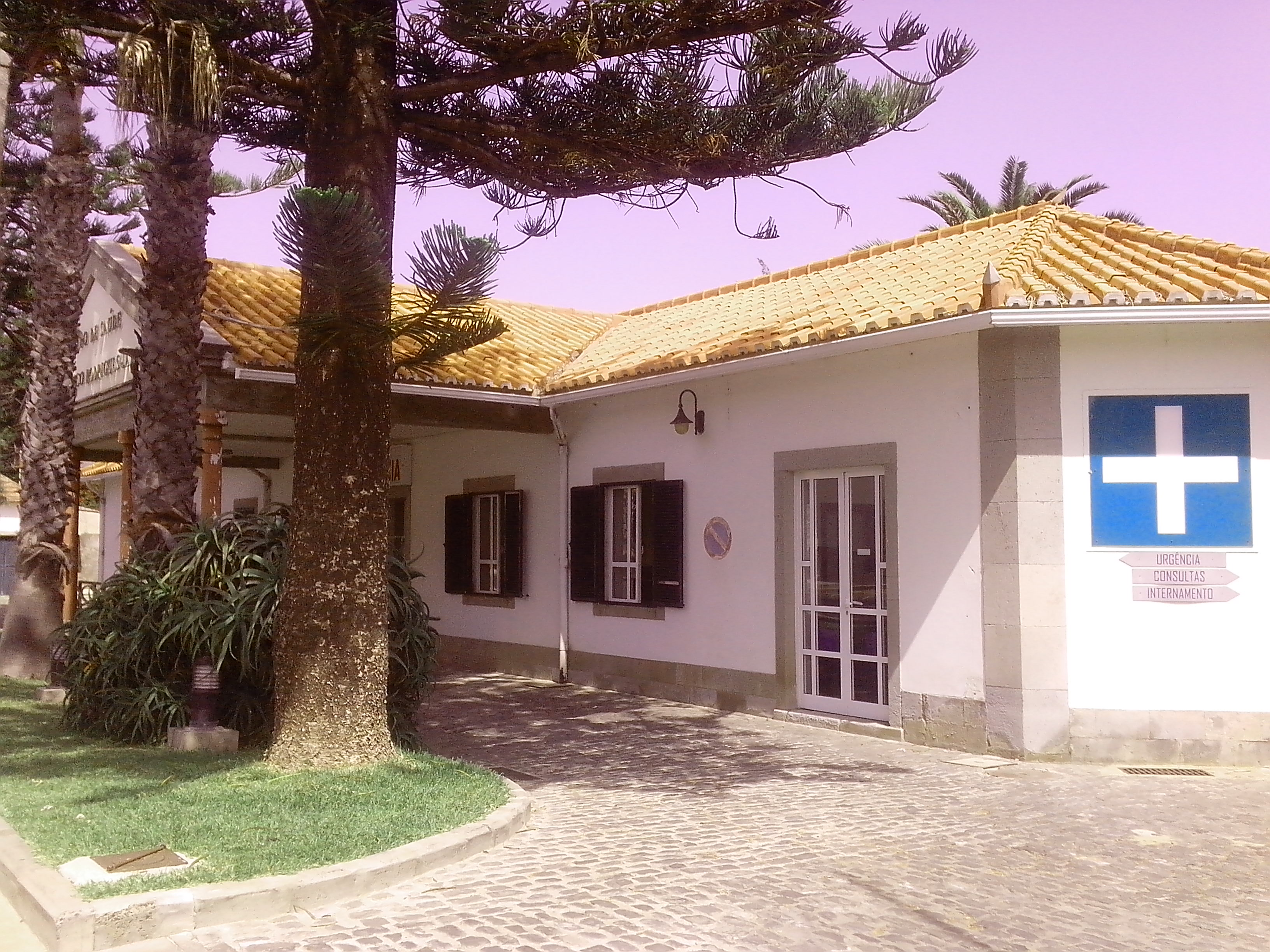
Лікарня
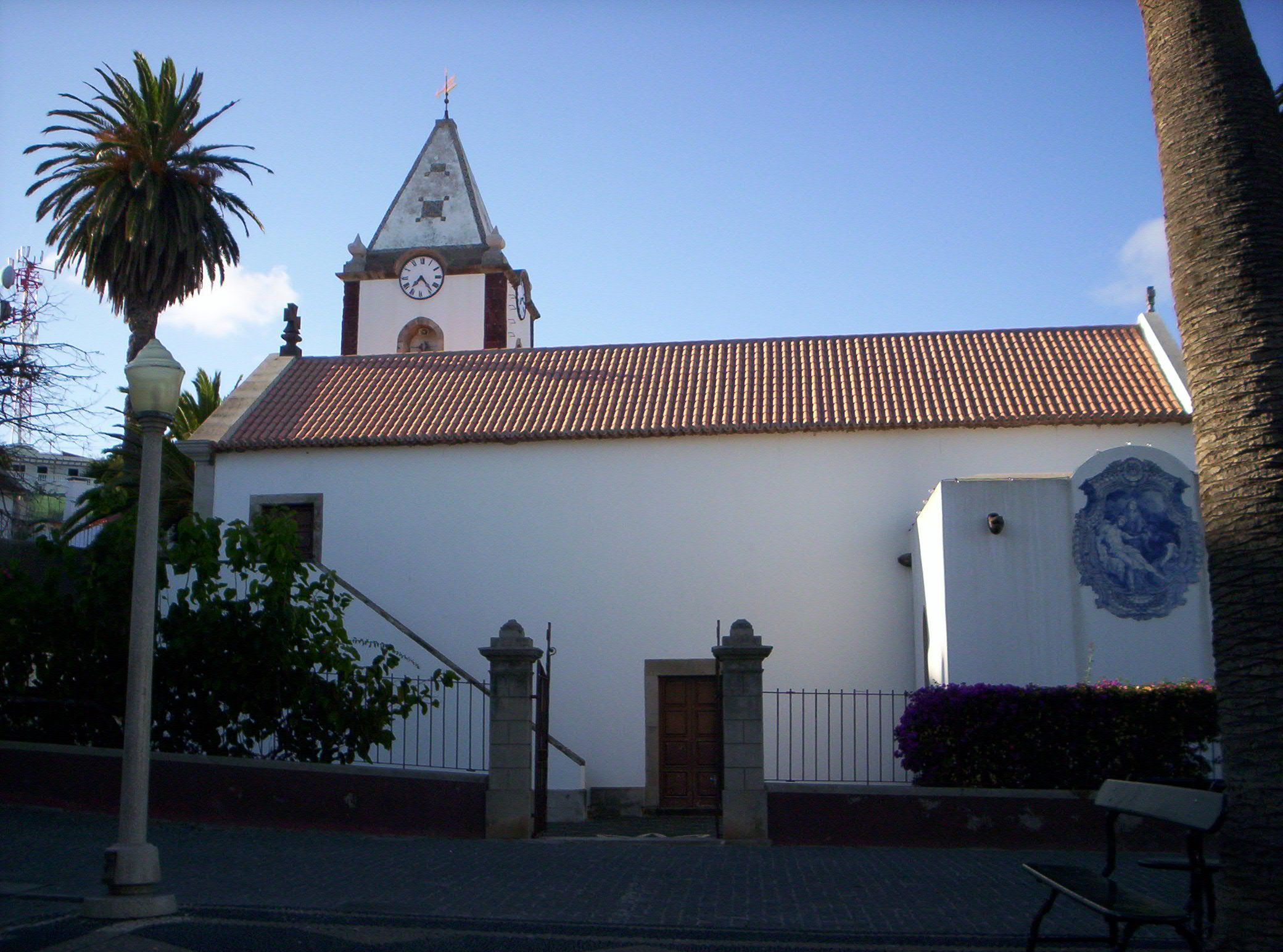
Церква